# Le Bois sacré
Pour l’article homonyme, voir Bois sacré.
Pour plus de détails, voir Fiche technique et Distribution.
Le Bois sacré est un film français de Léon Mathot sorti en 1939.

## Synopsis
Une femme demande à son mari d'être aimable avec la femme du directeur des Beaux-Arts, pour recevoir la légion d'honneur. Mais dès qu'elle reçoit sa décoration, elle regrette d'avoir poussé son mari dans les bras d'une autre femme.

## Fiche technique
- Titre : Le Bois sacré
- Réalisation : Léon Mathot
- Scénario : Carlo Rim et Gaston Arman de Caillavet d'après sa pièce éponyme qu'il a écrite avec Robert de Flers en 1910.
- Dialogues : Carlo Rim
- Décors : Robert Gys
- Photographie : Nicolas Hayer
- Musique : Marceau Van Hoorebecke
- Son : Pierre Calvet
- Montage : Marguerite Beaugé
- Pays :  France
- Format : Son mono - Noir et blanc - 35 mm  - 1,37:1
- Genre : Comédie
- Durée : 80 minutes
- Date de sortie : 
  - France : 2 décembre 1939

## Distribution
- Elvire Popesco : Francine Margerie
- Gaby Morlay : Adrienne Champmorel
- Victor Boucher : Paul Margerie
- André Lefaur : Monsieur Champmorel
- Marcel Dalio : Zakouskine, le danseur
- Armand Bernard : Monsieur des Fargottes
- Jean Témerson : L'huissier
- Marie-Jacqueline Chantal
- Germaine Charley
- Eddy Debray
- Gustave Gallet
- Suzanne Henry
- Marcel Lamy
- Léon Larive
- Georges Paulais
- Marcel Rouzé
- Jacques Tarride
- Claire Vervin
- Charles Vissières